# Народный фронт Эстонии
Народный фронт Эстонии (эст. Eestimaa Rahvarinne) (официальное название: Народный фронт в поддержку перестройки) (НФЭ) был политическим движением, рождённым гражданской инициативой и самым большим массовым движением Эстонии.

## История
13 апреля 1988, в вечерней передаче Эстонского телевидения «Подумаем ещё» (эст. «Mõtleme veel»), в ходе беседы о путях использования инициативы граждан Эдгар Сависаар озвучил мысль о создании демократического движения в поддержку перестройки — Народного фронта. В ту же ночь была создана инициативная группа и составлена декларация Народного Фронта. 1-2 октября того же года в Таллинском городском концертном зале состоялся учредительный съезд. В октябре-ноябре НФЭ собрал подписи против проекта закона СССР «Об изменениях и дополнениях Конституции Союза Советских Социалистических Республик», согласно которому предполагалось ещё более ограничить права союзных республик.
23 августа 1989 года народные фронты прибалтийских республик организовали людскую цепь через все три республики, известную под названием Балтийская цепь (эст. Balti kett).
18 марта 1990 года состоялись выборы в Верховный Совет Эстонской ССР, на которых НФ получил 24 % голосов. Из 105 человек, проходивших кандидатами по списку НФЭ, депутатские мандаты получили 45. Сависаар сформировал правительство, состоявшее большей частью из членов Народного фронта. 12 октября 1991 года на базе НФЭ была создана Народно-центристская партия, которая стала позднее называться Центристской партией.
Народный фронт прекратил свою деятельность 13 ноября 1993 года.

## Сущность и цели Народного Фронта
В программе и хартии Народного Фронта Эстонии от 1988 года были зафиксированы следующие положения:
- Народный Фронт Эстонии (НФЭ) это основанное на инициативе граждан Эстонской ССР всенародное движение в поддержку и проведение в жизнь в Эстонской Советской Социалистической Республике во всех сферах государства и общества курса на обновление. НФЭ действует во имя прогресса, гуманизма, мира и разоружения, в интересах всего народа Эстонии, а также на основании права.
- Главной целью НФЭ является развитие сознания народа, политической культуры и гражданской инициативы, а также создание механизма демократии, чтобы способствовать возникновению базирующегося на фактическом народовластии и уравновешенной экономике общества, где обеспечены все права человека.
- Народный Фронт пропагандирует жизненную позицию, основой которой является идея природосберегающего общества. Во избежание глобального разрушения среды проживания нужен коренной переворот в мышлении производителей и потребителей.
- Необходимо всячески содействовать освоению ресурсосберегающих и безотходных технологий, а также развитию сберегающего окружающую среду сельского хозяйства.
- Надо привести в соответствие с международной практикой требования по защите окружающей среды. Нужно создать действенную систему открытого мониторинга состояния окружающей среды. Экономические проекты должны подвергаться независимой экологической экспертизе.
- Необходимо прекратить экономическую деятельность, протекающую со сверхнормативным загрязнением окружающей среды.
- Наш долг — опираться на тысячелетний опыт лесного, сельскохозяйственного и морского народа, опыт, являющийся основанием нашей исторической культуры хуторского народа.